# Kandiou
Kandiou est un village du Sénégal situé en Basse-Casamance, au sud-ouest de Niamone. Il fait partie de la communauté rurale de Niamone, dans l'arrondissement de Tenghory, le département de Bignona et la région de Ziguinchor.
Lors du dernier recensement (2002), la localité comptait 433 habitants et 60 ménages.